# Прудовка (приток Хмелёвки)
Прудовка — река в России, протекает в Шабалинском районе Кировской области и Поназыревском районе Костромской области. Устье реки находится в 2,5 км по левому берегу реки Хмелёвка. Длина реки составляет 10 км.
Река начинается в Кировской области у нежилой деревни Прудовка. По Кировской области течёт первый километр, затем втекает на территорию Костромской. Течёт на северо-запад, всё течение реки проходит по ненаселённому, заболоченному лесу.

## Данные водного реестра
По данным государственного водного реестра России относится к Верхневолжскому бассейновому округу, водохозяйственный участок реки — Ветлуга от истока до города Ветлуга, речной подбассейн реки — Волга от впадения Оки до Куйбышевского водохранилища (без бассейна Суры). Речной бассейн реки — (Верхняя) Волга до Куйбышевского водохранилища (без бассейна Оки).
По данным геоинформационной системы водохозяйственного районирования территории РФ, подготовленной Федеральным агентством водных ресурсов:
- Код водного объекта в государственном водном реестре — 08010400112110000042056
- Код по гидрологической изученности (ГИ) — 110004205
- Код бассейна — 08.01.04.001
- Номер тома по ГИ — 10
- Выпуск по ГИ — 0